# Акжигит
Акжигит (каз. Ақжігіт) — село в Бейнеуском районе Мангистауской области Казахстана. Административный центр Акжигитского сельского округа. Находится примерно в 52 км к юго-востоку от села Бейнеу, административного центра района. Код КАТО — 473633100.

## Население
В 1999 году население села составляло 2496 человек (1240 мужчин и 1256 женщин). По данным переписи 2009 года в селе проживало 2567 человек (1286 мужчин и 1281 женщина).

## Транспорт
В июле 2019 года премьер Казахстана Аскар Мамин и премьер Узбекистана Абдулла Арипов открыли автомобильную дорогу международного значения «Бейнеу – Акжигит – граница Узбекистана» .